# Manuskungsfiskare
Manuskungsfiskare (Ceyx dispar) är en fågel i familjen kungsfiskare inom ordningen praktfåglar.

## Utseende
Manuskungsfiskaren är en liten (14 cm) kungsfiskare i blått och orange med en lysande orangefärgad näbb. Könen har skilda dräkter. Hanen är mestadels marinblå med en liten vit fläck bakom örontäckarna, orangefärgad tygel och vit strupe. Honan har istället i stort orangefärgat huvud, med blått endast på bakgre delen av hjässan, under den vita öronfläcken och i varierande mängd kring mustaschstrecket. Båda könen har kraftigt orangefärgad undersida och blå ovansida, med ett ljusare blått längsgående band på ryggen. Hanen är mycket lik newgeorgiakungsfiskaren, men hos denna har könen lika dräkter. Papuakungsfiskaren har helmörk näbb och newbritainkungsfiskaren har mörk övre näbbhalva.

## Utbredning och systematik
Fågeln förekommer i Amiralitetsöarna. Den behandlas som monotypisk, det vill säga att den inte delas in i några underarter.

### Artstatus
Tidigare betraktades den som en underart till Ceyx lepidus och vissa gör det fortfarande. Den liksom ett stort antal andra arter i området urskiljs dock numera som egna arter efter genetiska studier.

## Status
Manuskungsfiskaren är begränsad till en enda liten ö där den tros ha ett litet bestånd, uppskattat till mellan 2 500 och 5 000 vuxna individer. Andra kungsfiskare i dess släkte är åtminstone delvis beroende av intakta skogar och denna art tros därför påverkas negativt av skogsavverkningar på ön där skyddade områden saknas. IUCN kategoriserar den därför som nära hotad (NT).